# Cotransporteur sodium-glucose 1
Le cotransporteur sodium-glucose 1 (SGLT1) est une protéine membranaire intégrale qui intervient dans le transport du glucose et de substances apparentées structurellement au glucose, telles que le galactose, à travers les membranes cellulaires des eucaryotes et de certains procaryotes. 

## Rôle
Il s'agit d'un symport de la famille des transporteurs sodium-glucose qui assure l'absorption à la fois du glucose et du sodium ainsi que leur réabsorption par les tubules du néphron : deux cations de sodium Na+ sont transportés en même temps qu'une molécule de glucose ou d'un soluté apparenté.
Chez l'homme, cette protéine est codée par le gène SLC5A1, situé sur le chromosome 22. Elle est exprimée essentiellement dans le lumen de l'intestin grêle ainsi que dans les reins, les glandes parotides, les glandes sous-maxillaires, le cœur et les alvéoles pulmonaires,.

## En médecine
Son expression augmente en cas de diabète de type 2 ou d'ischémie myocardique.
Une mutation du gène SLC5A1 peut conduire à une malabsorption du glucose, du galactose et du sodium, d'où un syndrome caractérisé par des diarrhées résultant de la rétention d'eau dans le lumen de l'intestin et de la perte d'eau par osmose en raison de l'absorption insuffisante d'ions Na+.
Un variant du gène, n'entraînant qu'une baisse minime de l'activité enzymatique et présente dans un peu plus de 5 % de la population générale, diminue le pic glycémique après absorption de sucre. 